# Centro Deportivo Olmedo
O Centro Deportivo Olmedo é um clube de futebol equatoriano.
Fundado em 11 de Novembro de 1919, na cidade de Riobamba, capital do distrito de Chimborazo. Manda seus jogos no Estádio Olímpico de Riobamba, com capacidade para 20 mil pessoas.
O principal rival do clube é o Macará com jogos equilibrados.

## Títulos
| NACIONAIS | NACIONAIS                           | NACIONAIS | NACIONAIS         |
|           | Competição                          | Títulos   | Temporadas        |
| --------- | ----------------------------------- | --------- | ----------------- |
|           | Campeonato Equatoriano              | 1         | 2000              |
|           | Campeonato Equatoriano - 2° Divisão | 3         | 1904, 2003 e 2013 |
|           | Campeonato Equatoriano - 3° Divisão | 1         | 1993              |